# Grup de l'Orada
El grup de l'Orada és una concentració imprecisa que conté tant galàxies espirals com el·líptiques. És generalment considerat com un 'grup de galàxies' però es pot apropar a la mida d'un 'cúmul de galàxies'.
S'hi troba principalment a la constel·lació meridional de l'Orada i és un dels grups de galàxies més rics de l'hemisferi sud.
Gérard de Vaucouleurs va ser el primer a identificar-la el 1975 com una gran nebulosa complexa II a la regió de l'Orada, designant-la com a G16.

## Característiques
Una estimació aproximada de la distància d'NGC 1549 (utilitzant la constant de Hubble com a 70) va situar el cúmul a 18,4 megaparsecs (Mpc). L'estimació de la distància de cefeida de Freedman et al. al 2001 és de 15,3 Mpc. Basat en el treball de 2001 de Tonry et al. la fluctuació de la brillantor superficial (SBF) de sis galàxies membres es va mesurar i es va ajustar per estimar-ne la distància del grup a 19,1 ± 0,8 Mpc el 2007.
Al centre del cúmul hi ha les galàxies interactives NGC 1549 i NGC 1553. Els membres del grup dominant, ordenats per la lluminositat, són: l'espiral NGC 1566, la lenticular NGC 1553 i l'el·líptica NGC 1549. El grup té una superfície del cel quadrat de 10º, que correspon a una superfície real d'al voltant de 3 Mpc quadrats. El grup presenta un radi mitjà harmònic relativament petit (230 ± 40 kpc) a causa de la concentració al nucli de galàxies més lluminoses. Tot junt, el grup té una lluminositat global de 7.8 ± 1.6 ×10¹⁰ lluminositats solars.
El grup de l'Orada conté així mateix tres grups menors dominants, el grup NGC 1672, el grup NGC 1566 i el grup NGC 1433, com ho demostra la distribució H I de la regió. El grup de l'Orada s'hi troba a la Barrera del Forn que connecta aquests tres grups.
Degut a la seva ubicació a la barrera del Forn, el grup s'hi troba a una distància similar al cúmul del Forn.
El grup de l'Orada és més ric que el Grup Local, mentre que encara està dominat per tipus de galàxies de disc (és a dir, els seus dos membres més brillants són l'espiral NGC 1566 i la lenticular NGC 1553) i les galàxies membres tenen masses H I iguals a les galàxies del mateix tipus morfològic que no interaccionen.
El temps de creuament aparent del grup és de 12,6 ± 0,6% de l'edat de l'univers, les anàlisis recents dedueixen que el grup és no virialitzat, i per això pot explicar l'abundància d'espirals i H I.